# Maradoor, Piriyapatna
Maradoor là một làng thuộc tehsil Piriyapatna, huyện Mysore, bang Karnataka, Ấn Độ.